# Bitwa pod Konzer Brücke

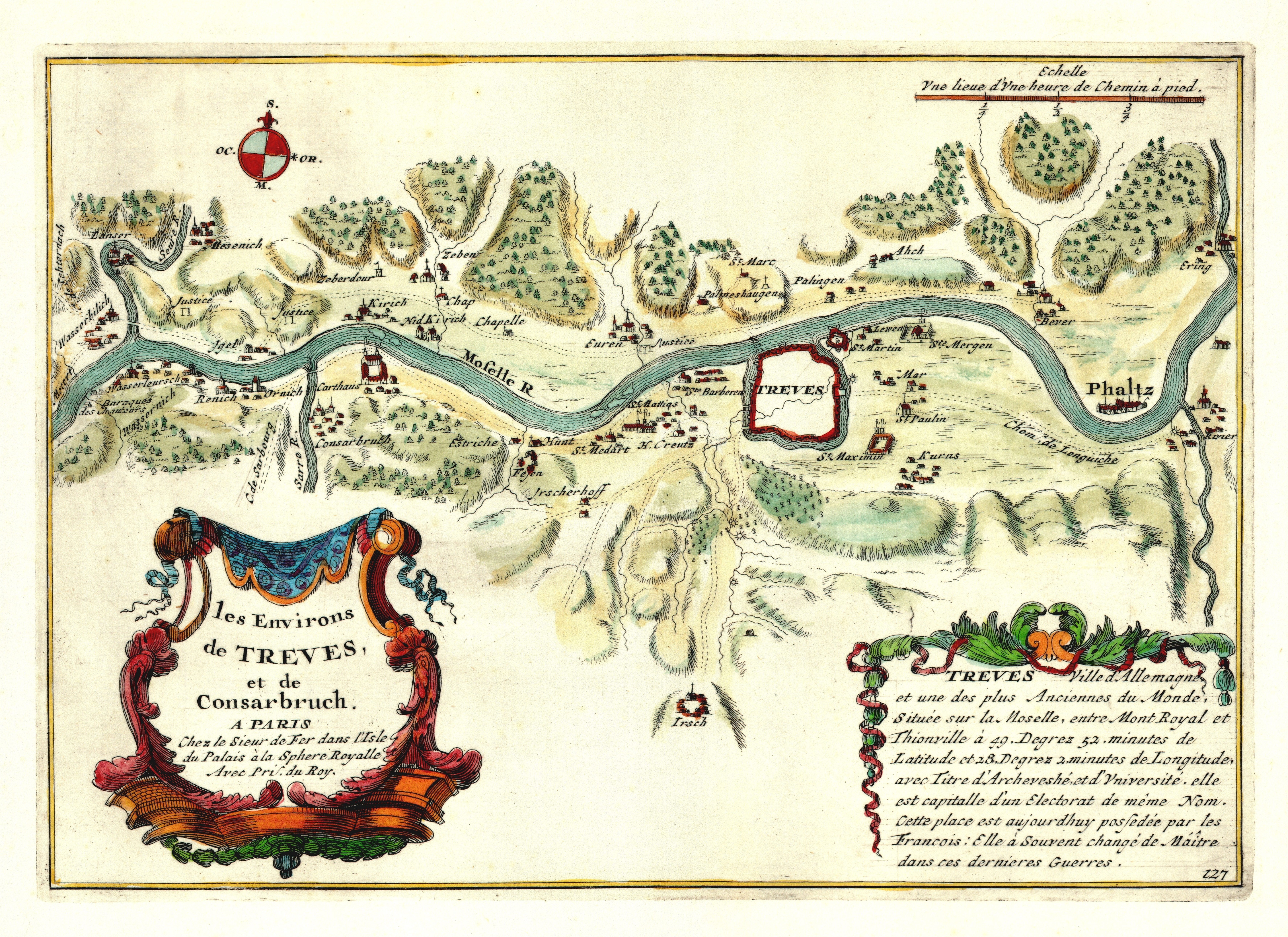
Mapa Trewiru i okolic

Bitwa pod Konzer Brücke – starcie zbrojne, które miało miejsce 11 sierpnia 1675 podczas wojny Francji z koalicją.
Karol Lotaryński na czele armii cesarskiej (8800 żołnierzy, w tym 5000 piechoty i 14 dział) stoczył bitwę z armią francuską marszałka François de Créquy (15 000 żołnierzy i 11 dział). Zdecydowane zwycięstwo odniosły wojska cesarskie. Francuzi stracili 2000 zabitych i rannych oraz 1600 jeńców. Wojska cesarskie straciły 1000 zabitych i rannych. Po bitwie wojska cesarskie zdobyły Trewir, wskutek czego wódz pobitej armii francuskiej marszałek de Créquy dostał się do niewoli.